# 特里普縣 (南達科他州)
特里普縣（英語：Tripp County）是美国南达科他州南部的一個縣，南鄰內布拉斯加州，北界懷特河，面積4,189平方公里。根据2020年美國人口普查，共有人口5,624人。縣治溫納（Winner）。該縣成立於1873年，縣政府成立於1909年；縣名紀念達科他領地最高法院首席法官巴特利特·崔普。